# 파크티 TVN
《파크티 TVN》(폴란드어: Fakty TVN)는 TVN에서 방송되는 폴란드의 뉴스 프로그램이다.